# Antonino Francaviglia
Antonino Francaviglia (Catania, 24 febbraio 1902 – Catania, 10 gennaio 1982) è stato un medico italiano.

## Biografia
Nato a Catania il 24 febbraio del 1902, frequentò l'Università di Roma, dal '18 al '24, laureandosi in Medicina e Chirurgia a soli 22 anni.
Iniziò il tirocinio a Napoli con il Prof. Luigi Condorelli.
Seguì Condorelli all'Università di Bari e, successivamente, a Catania, nel 1938, diventando assistente ordinario nella cattedra di Patologia medica diretta dal proprio mentore.
Nel 1948 venne chiamato a ricoprire la cattedra di Patologia medica per poi passare, tre anni dopo, a quella di Clinica medica generale e Terapia medica, succedendo al proprio maestro (come detto, Luigi Condorelli), nel frattempo trasferitosi a Roma. Fu Direttore di Cattedra sino al 1972
Dal 1959 al 1976 il Prof. Francaviglia ricoprì, inoltre, la carica di Preside della facoltà di Medicina e, nello stesso periodo, di Presidente della Società medico-chirurgica di Catania, nonché direttore delle scuole di specializzazione di Cardiologia e Gastroenterologia. 
Nel 1956 fondò la sezione regionale della Società italiana di Cardiologia, di cui fu presidente sino al 1979, e fu anche a capo della sezione regionale della Società italiana di Pneumologia.
Nel 1962 il ministero della Pubblica Istruzione gli conferì la medaglia d'oro riservata ai benemeriti della scuola, della cultura e dell'arte.
Il prof. Antonino Francaviglia ha rivestito un ruolo di grande prestigio e autorevolezza in seno alla comunità scientifica nazionale, formando un'intera generazione di illustri professionisti e cattedratici.
Si ricordano le sue lezioni, nelle quali esortava ad improntare l'arte medica all'etica, al rigore professionale e al continuo aggiornamento.
Vastissima la produzione scientifica del Prof. Francaviglia (oltre duecento pubblicazioni e numerose monografie: si ricordi, almeno, “Terapia delle malattie coronariche”).
Morì a Catania il 10 gennaio del 1982, lasciando, quale eredità professionale e culturale, una scuola di altissimo prestigio cui appartennero i Professori Giuseppe Cardillo, D'Agata, Modica, Blasi, Sorrentino, Ragusa. 
Nel 1973 gli allievi ed i colleghi gli dedicarono gli “Scritti medici in onore di Antonino Francaviglia”.